# 奧列利耶湖
56°01′57″N 30°37′21″E / 56.03250°N 30.62250°E
奧列利耶湖（俄语：Орелье），是俄羅斯的湖泊，位於該國西北部，由普斯科夫州負責管轄，處於大盧基區，面積1.9平方公里，集水區面積15.8平方公里，平均水深2.5米，最大水深4米。